# Роберт Грејвс
Роберт фон Ранке Грејвс (енгл. Robert von Ranke Graves; Вимблдон, 24. јул 1895 — Deià, 7. децембар 1985) био је енглески песник, професор и романописац. У свом дугом животу написао је преко 140 књига. Био је син англо-ирског писца Алфреда Персивала Грејвса и Амалије фон Ранке. Историчар Леополд фон Ранке је био стриц његове мајке. Његов брат је писац Чарлс Патрик Грејвс.
Грејвс је себе пре свега сматрао песником. Његове песме, заједно с иновативним интерпретацијом грчких митова, његови мемоари из Првог светског рата, Збогом свему (Good-bye to All That) и његова историјска студија о песничкој инспирацији Бела богиња (The White Goddess) се и данас непрестано објављују. Живео је од писања популарних романа као што су Ја, Клаудије (I, Claudius), Златно руно (The Golden Fleece) и Гроф Велизар (Count Belisarius). Био је изврстан преводилац класичних римских грчких текстова; његове верзије Светонијевих Дванаест царева и Апулејевог Златног магарца остале су популарне до данас због јасног и забавног стила. Грејв је 1934. добио Меморијалну награду Џејмса Тејта Блека за Ја, Клаудије и Клаудије бог.

## Биографија

### Детињство, младост и Први светски рат
Рођен у Вимблдону, Грејвс је своје рано образовање стекао у Нижој школи Копхорн и на Краљевском колеџу у Вимблдону, те у Школи Чартерхаус и добио стипендију за Сент Џон колеџ, Оксфорд. У освит Првог светског рата августа 1914 Грејвс се одмах пријавио у војску и распоређен је у Краљевске велшке стрелце (RWF). Своју прву збирку песама, Преко мангала (Over the Brazier), објавио је 1916. Стекао је репутацију ратног песника, био је један од првих који је писао реалистичне песме о искуству на фронту. У каснијим годинама је изостављао своје ратне песме из својих збирки, јер су биле сувише очигледно 'део ратне песничке еуфорије'.
У Бици код Соме био је тако тешко рањен да је једва преживео, чак је званично и објављено да је умро од рана. Постепено се опоравио и остатак рата је провео у Енглеској.
Један од најближих Грејсових пријатеља у то време био је песник Сигфрид Сасун, који је као и Грејвс био официр RWF-а. Сасун се 1917. побунио против рата и објавио једну антиратну изјаву. Плашећи се да Сасун не буде изведен пред преки суд, Грејвс је интервенисао код војних власти и убедио их да је Сасун преживео шок од удара гранате и да буду благи према њему. Сасун је због тога послат у Креглокхарт, војну болницу у близини Единбурга на лечење. И Грејвс је имао шок од гранате, или неурастенију како се понекад називала, али никада од тога није лечен.
Грејвс се 1918. оженио са Ненси Николсон.
После женидбе и завршетка Првог светског рата Грејвс је наставио студије на Сент Џон колеџу у Оксфорду. Касније је покушао да зарађује водећи малу продавницу, али је тај посао убрзо пропао. Године 1926. добио је место на Универзитету у Каиру, где се преселио са својом женом, децом и песникињом Лором Ридинг. Убрзо се вратио у Лондон, где се после бурних излива емоција развео од жене (Лора Ридинг је чак покушала самоубиство) и наставио да живи с Лором у месташцу Деја на Мајорци. Одатле су почели да објављују колумну у у листу Сејзин Прес, основали су и уређивали часопис Епилог и написали две академске студије: Преглед модерне поезије (A Survey of Modernist Poetry) (1927) и Памфлет против антологија (A Pamphlet Against Anthologies) (1928); обоје су имали великог утицаја на модерну литерарну критику.

### Књижевна каријера
Грејвс је 1927. објавио књигу Лоренс и Арабљани (Lawrence and the Arabs), комерцијално успешну биографију Т. Е. Лоренса. Аутобиографија Збогом свему (Good-bye to All That) 1929, ревидирана и понова објављена 1957) доживела је велики успех, али га је коштала губитка многих пријатеља, међу њима и Сигфрида Сасуна. Године 1934, објавио је комерцијално најуспешнију књигу, Ја, Клаудије. Користећи класичне изворе створио је сложену и убедљиву причу о римском императору Клаудију, која је имала наставак у Клаудије бог (Claudius the god) (1935). Други Грејвсов историјски роман, Гроф Велизар (Count Belisarius) (1938), препричава каријеру византијског генерала Велизара.
Грејвс и Лора Ридинг су напустили Мајорку 1939. на почетку Шпанског грађанског рата и преселили се у САД у Њу Хоуп, Пенсилванија. Њихов бурни однос описан је у књизи Ричарда Персивала Грејвса Године с Лором (Robert Graves: 1927-1940, The Years with Laura) и књизи Т. С. Метјуса Добре карте (Jacks or Better) (1977), а била је предлошка и за књигу Миранде Симор Лето '39. (The Summer of '39) (1998). После повратка у Енглеску Грејвс је започео везу са Берил Хоџ, која је тада била жена Алена Хоџа, његовог сарадника на књигама Дуги викенд (The Long Week-End) (1941) и Читалац преко рамена (The Reader Over Your Shoulder) (1943; поново објављена 1947. као Употреба и злоупотреба енглеског језика (The Use and Abuse of the English Language).
Грејвс и његова нова жена Берил су 1946. поново дошли да живе у Деју на Мајорки. Те године објавио је и историјски роман Краљ Исус (King Jesus). Године 1948 објавио је контроверзну књигу Бела богиња (The White Goddess). Вратио се књижевности романом Седам дана на новом Криту (Seven Days in New Crete) (1949), а 1953. објавио је Обновљено назаретско јеванђеље (The Nazarene Gospel Restored) са Џошуом Подром. Године 1955. објавио је своју интерпретацију Грчких митова, која је постала најпопуларнија књига о митологији, упкос контроверзној репутацији међу класицистима - репутација која не изненађује због неконвенционалне природе његових тумачења и његовог отвореног и оштрог мишљења о књижевним стручњацима. Грејвс је 1956. објавио збирку кратких прича Катакрок! Махом приче, махом забавне (-{Catacrok! Mostly Stories, Mostly Funny). Године 1961. постао је професор поезија на Оксфорду, где је остао до 1966.
Од шездесетих година 20. века, Роберт Гревс се редовно дописивао да Спајком Милиганом. Многа од ових писама су сакупљена у књизи Драги Роберте, Драги Спајк (Dear Robert, Dear Spike).
Током раних седамдесетих година Грејв је почео да пати од све тежег губитка памћења. До свог 80. рођендана 1975. дошао је до краја свог радног живота. Живео је још једну деценију, у све зависничком стању, све док није умро од срчаног удара 7. децембра 1985. године у доби од 90 година. Његово тело сахрањено је следећег јутра у малом црквеном дворишту на брду у Деиа, на месту посвећеном Белој богињи Пелион, које гледа на море са северозападне обале Мајорке.. Његова друга супруга, Берил Грејв, умрла је 27. октобра 2003. године, а њено тело је у истом гробу.
Грејвс је имао деветоро деце: Џени, Дејвид, Кетрин (која се удала за атомског физичара Клифорда Далтона) и Сем са Ненси Николсон, и Вилијам, Лусија (која је преводилац), Хуан и Томас са Берил Грејвс.

### Остали медији
По роману „Ја, Клаудије“ снимљена је врло популарна ТВ серија, која је приказивана и у Србији.
Грејвс је био врло популаран у српском читалишту. Његова дела „Грчки митови“, „Ја, Клаудије“, „Златно руно“ имали су више издања на српском језику.

### Поезија
- Преко мангала (Over the Brazier). Лондон: The Poetry Bookshop, 1916; Њујорк: St Martins Press, 1975.
- Голијат и Давид (Goliath and David). Лондон: Chiswick Press, 1917.
- Виле и пешаци (Fairies and Fusiliers). Лондон: William Heinemann,1917; Њујорк: Alfred. A. Knopf, 1918.
- Кутија за накит (Treasure Box). Лондон: Chiswick Press, 1920.
- Сеоска наклоност (Country Sentiment). Лондон: Martin Secker, 1920; Њујорк: Alfred. A. Knopf, 1920.
- Старинско огледало (The Pier-Glass). Лондон: Martin Secker, 1921; Њујорк: Alfred. A. Knopf, 1921.
- Вајперџини (Whipperginny). Лондон: William Heinemann, 1923; Њујорк: Alfred. A. Knopf, 1923.
- Перјана постеља (The Feather Bed). Ричмонд, Сареј: Hogarth Press, 1923.
- Шкртицино господство (Mock Beggar Hall). Лондон: Hogarth Press, 1924.
- Велчменово црево (Welchmans Hose). Лондон: , 1925.
- Песме. Лондон: , 1925.
- Мармосајтска збирка (The Marmosites Miscellany) (као Џон Дојл) Лондон: , 1925.
- Песме (1914—1926) (Poems (1914—1926)). Лондон:William Heinemann, 1927; Garden City, NY: Doubleday, 1929.
- Песме (1914—1927) (Poems (1914—1927)). Лондон: William Heinemann, 1927 (као , 1928.
- Песме 1929 (Poems 1929). Лондон: , 1929.
- Још десет песама (Ten Poems More). Париз: Hours Press, 1930.
- Песме 1926-1930 (Poems 1926-1930). Лондон: William Heinemann, 1931.
- Коме друго? (To Whom Else?). Деја, Мајорка: Seizin Press, 1931.
- Песме 1930-1933 (Poems 1930-1933). Лондон: Arthur Barker, 1933.
- Сабране песме. Лондон: Cassell, 1938; Њујорк: Random House, 1938.
- Нема више духова: Одабране песме. Лондон: Faber & Faber, 1940.
- Посао у рукама (Work in Hand), са Норманом Камероном и Аланом Хоџом. Лондон: Hogarth Press, 1942.
- Песме. Лондон: Eyre & Spottiswoode, 1943.
- Песме 1938-1945 (Poems 1938-1945). Лондон: Cassell, 1945; Њујорк: Creative Age Press, 1946.
- Сабране песме (1914—1947) (Collected Poems (1914—1947)). Лондон: Cassell, 1948.
- Песме и сатире (Poems and Satires). Лондон: , 1951.
- Песме 1953 (Poems 1953). Лондон: Cassell, 1953.
- Сабране песме 1955 (Collected Poems 1955). Њујорк: , 1955.
- Песме које је сам одабрао (Poems Selected by Himself). Хармондсворт: Penguin, 1957; поновљена издања 1961, 1966, 1972, 1978.
- Песме Роберта Грејвса (The Poems of Robert Graves). Њујорк: , 1958.
- Сабране песме 1959 (Collected Poems 1959). Лондон: Cassell, 1959.
- Виолина за пени: Песме за децу. Лондон: Cassell, 1960; Њујорк: , 1961.
- Још песама 1961 (More Poems 1961). Лондон: , 1961.
- Сабране песме. Њујорк: , 1961.
- Нове песме 1962 (New Poems 1962). Лондон: , 1962; под насловом Нове песме. Њујорк: , 1963.
- Заслужнији случајеви: Осамнаест старих песама за поновно разматрање (The More Deserving Cases: Eighteen Old Poems for Reconsideration). Молбра: Marlborough College Press, 1962.
- Човек ради, жена јесте (Man Does, Woman Is). Лондон: Cassell, 1964; Њујорк: Doubleday, 1964.
- Ен у Хајвуд Холу: Песме за децу. Лондон: , 1964.
- Поново спелована љубав (Love Respelt). Лондон: , 1965; Њујорк: Doubleday, 1966.
- Сабране песме 1965 (Collected Poems 1965). Лондон: Cassell, 1965.
- Седамнаест песама које недостају „Поново спелованој љубави“ (Seventeen Poems Missing from 'Love Respelt'). самостална штампа, 1966.
- Штампарски знак за „Поново спеловану љубав“ (Colophon to 'Love Respelt'). самостална штампа, 1967.
- Песме 1965-1968 (Poems 1965-1968). Лондон: , 1968; Њујорк: , 1969.
- Песме о љубави (Poems About Love). Лондон: Cassell, 1969; Њујорк: , 1969.
- Поново спелована љубав опет (Love Respelt Again). Њујорк: , 1969.
- Више од давања (Beyond Giving). самостална штампа, 1969.
- Песме 1968-1970 (Poems 1968-1970). Лондон: Cassell, 1970; Њујорк: Doubleday, 1971.
- Једрењак зелених једара (The Green-Sailed Vessel). самостална штампа, 1971.
- Песме: Скраћене за лутке и принцезе (Poems: Abridged for Dolls and Princes). Лондон: Cassell, 1971.
- Песме 1970-1972 (Poems 1970-1972). Лондон: , 1972; Њујорк: , 1973.
- Деја, портфолио (Deyá, A Portfolio). Лондон: Motif Editions, 1972.
- Безвремени сусрет: Песме (Timeless Meeting: Poems). самостална штампа, 1973.
- На капији (At the Gate). самостална штампа, Лондон, 1974.
- Сабране песме 1975 (Collected Poems 1975). Лондон: Cassell, 1975.
- Нове сабране песме. Њујорк: Doubleday, 1977.
- Одабране песме (Selected Poems). едиција Пола О’Преја. Лондон: Penguin, 1986
- Песме века (The Centenary Selected Poems). едиција Патрика Квина. Манчестер: , 1995.
- Сабране песме том 1 (Complete Poems Volume 1). едиција Берил Грејвс и Данстена Варда. Манчестер: , 1995.
- Сабране песме том 2 (Complete Poems Volume 2). едиција Берил Грејвс и Данстена Варда. Манчестер: Carcanet Press, 1996.
- Сабране песме том 3 (Complete Poems Volume 3). едиција Берил Грејвс и Данстена Варда. Манчестер: Carcanet Press, 1999.
- Сабране песме у једном тому (The Complete Poems in One Volume). едиција Берил Грејвс и Данстена Варда. Манчестер: , 2000.

### Фикција
- Моја глава! Моја глава! (My Head! My Head!). Лондон: Sucker, 1925; Њујорк,Alfred. A. Knopf, 1925.
- Вика. Лондон: , 1929.
- Губитак пристојности (No Decency Left) (са Лауром Ридинг) (као Барбара Рич). Лондон: Jonathan Cape, 1932.
- Прави Дејвид Коперфилд (The Real David Copperfield). Лондон: Arthur Barker, 1933; као Дејвид Коперфилд Чарсла Дикенса сажет од стране Роберта Грејвса (David Copperfield, by Charles Dickens, Condensed by Robert Graves), едиција M. П. Пејна. Њујорк Harcourt, Brace, 1934.
- Ја, Клаудије (I, Claudius). Лондон: , 1934; Њујорк: Smith & Haas, 1934.
  - наставак: Клаудије Бог и његова жена Месалина (Claudius the God and his Wife Messalina). Лондон: , 1934; Њујорк: Smith & Haas, 1935.
- Смеђа од једног пенија са Антигве (Antigua, Penny, Puce). Деја, Мајорка/Лондон: Seizin Press/Constable, 1936; Њујорк: Random House, 1937.
- Гроф Велизар (Count Belisarius). Лондон: Cassell, 1938: Њујорк, Random House, 1938.
- Наредник Јагње од Деветог (Sergeant Lamb of the Ninth). Лондон: , 1940; као Америка наредника Јагње (Sergeant Lamb's America). Њујорк: Random House, 1940.
  - наставак: Продужи, наредниче Јагње (Proceed, Sergeant Lamb). Лондон: Methuen, 1941; Њујорк: , 1941.
- Прича Мери Пауел: Жена за господина Милтона (The Story of Marie Powell: Wife to Mr. Milton). Лондон: , 1943; као Жена за господина Милтона: Прича Мери Пауел (Wife to Mr Milton: The Story of Marie Powell). Њујорк: Creative Age Press, 1944.
- Златно руно (The Golden Fleece). Лондон: Cassell, 1944; као Херкул, мој бродски друг (Hercules, My Shipmate), Њујорк: Creative Age Press, 1945.
- Краљ Исус (King Jesus). Њујорк: Creative Age Press, 1946; Лондон: Cassell, 1946.
- Пази на уздизање северног ветра (Watch the North Wind Rise). Њујорк: , 1949; као Седам дана на новом Криту (Seven Days in New Crete). Лондон: , 1949.
- Острва безмудрости (The Islands of Unwisdom). Њујорк: , 1949; као Острвца безмудрости (The Isles of Unwisdom). Лондон: Cassell, 1950.
- Хомерова кћи (Homer's Daughter). Лондон: , 1955; Њујорк: , 1955.
- Катакрок! Махом приче, махом забавне (Catacrok! Mostly Stories, Mostly Funny). Лондон: Cassell, 1956.
- Обесили су мог светачког Билија (They Hanged My Saintly Billy).London: Cassell, 1957; Њујорк: , 1957.
- Сабране кратке приче (Collected Short Stories). Њујорк: , 1964; Лондон, Cassell, 1965.
- Древни замак (An Ancient Castle). Лондон: Peter Owen, 1980.

### Остали радови
- О енглеској поезији (On English Poetry). Њујорк: Alfred. A. Knopf, 1922; Лондон: Heinemann, 1922.
- Тумачење снова (The Meaning of Dreams). Лондон: Cecil Palmer, 1924; Њујорк: Greenberg, 1925.
- Песнички неразлог и друге студије (Poetic Unreason and Other Studies). Лондон: , 1925.
- Савремене технике поезије: Политичка аналогија (Contemporary Techniques of Poetry: A Political Analogy). Лондон: , 1925.
- Друга будућност поезије (Another Future of Poetry). Лондон: Hogarth Press, 1926.
- Непроходност или постојана навика енглеског језика (Impenetrability or The Proper Habit of English). Лондон: Hogarth Press, 1927.
- Енглеска балада: Кратко ктиричко истраживање (The English Ballad: A Short Critical Survey). Лондон: , 1927; ревизија наслова Енглеске и шкотске баладе (English and Scottish Ballads). Лондон: , 1957; Њујорк: , 1957.
- Ларс Порсена или Будућност псовки и непристојног изражавања. Лондон: , 1927; Њујорк, E.P. Dutton, 1927; ревизија наслов Будућност псовки и непристојног изражавања. Лондон: Kegan Paul, Trench, Trubner, 1936.
- (са Лором Ридинг). Лондон: William Heinemann, 1927; Њујорк: , 1928.
- Лоренс и Арабљани (Lawrence and the Arabs). Лондон: , 1927; као Лоренс и арабљанске авантуре (Lawrence and the Arabian Adventure). Њујорк: , 1928.
- Памфлет против антологија (A Pamphlet Against Anthologies) (са Лором Ридинг). Лондон: Jonathan Cape, 1928; као . Њујорк: , 1928.
- Госпођа Фишер или Будућност хумора (Mrs. Fisher or The Future of Humour). Лондон: Kegan Paul, Trench, Trubner, 1928.
- Збогом свему: аутобиографија (Good-bye to All That: An Autobiography). Лондон: Jonathan Cape, 1929; Њујорк: Jonathan Cape and Smith, 1930; ревизија, Њујорк: Doubleday, 1957; Лондон: , 1957; Хармондсворт: Penguin, 1960.
- Али ипак се наставља: акумулација (But It Still Goes On: An Accumulation). Лондон: Jonathan Cape, 1930; Њујорк: Jonathan Cape and Smith, 1931.
- Т. Е. Лоренс свом биографу Роберту грејвсу (T. E. Lawrence to His Biographer Robert Graves). Њујорк: Doubleday, 1938; Лондон: Faber & Faber, 1939.
- Дуги викенд (The Long Weekend) (са Аланом Хоџом). Лондон: , 1940; Њујорк: , 1941.
- Читалац преко рамена (The Reader Over Your Shoulder) (са Аланом Хоџом). Лондон: , 1943; Њујорк: Macmillan, 1943.
- Бела богиња. Лондон: Faber & Faber, 1948; Њујорк: Creative Age Press, 1948; ревизија, Лондон: Faber & Faber, 1952, 1961; Њујорк: , 1958.
- Заједнички Аспходел: Сабрани есеји о поезији 1922-1949 (The Common Asphodel: Collected Essays on Poetry 1922-1949. Лондон: , 1949.
- Занимање: Писац (Occupation: Writer). Њујорк: Creative Age Press, 1950; Лондон: , 1951.
- Обновљено назаретско јеванђеље (The Nazarene Gospel Restored) (са Џошуом Подром). Лондон: Cassell, 1953; Њјуорк: Doubleday, 1954.
- Грчки митови (The Greek Myths). Лондон: , 1955; Балтимор: Penguin, 1955.
- Привилегија крунисања : Чиновникове лекције (The Crowning Privilege: The Clark Lectures), 1954-1955. Лондон: , 1955; Њујорк: Doubleday, 1956.
- Адамово ребро (Adam's Rib). Лондон: , 1955; Њујорк: , 1958.
- Исус у Риму (Jesus in Rome) (са Џошуом Подром). Лондон: Cassell, 1957.
- Степенице (Steps). Лондон: Cassell, 1958.
- 5 оловака у руци (5 Pens in Hand). Њујорк: , 1958.
- Храна за кентауре (Food for Centaurs). Њујорк: Doubleday, 1960.
- Грчки богови и хероји (Greek Gods and Heroes). Њујорк: Doubleday, 1960; као Митови античке Грчке (Myths of Ancient Greece). Лондон: , 1961.
- Одабрана поезија и проза (Selected Poetry and Prose) (едиција Џејмса Ривса). Лондон: , 1961.
- Оксфорско осврт на поезију (Oxford Addresses on Poetry). Лондон: , 1962; Њујорк: Doubleday, 1962.
- Опсада и пад Троје (The Siege and Fall of Troy). Лондон: , 1962; Њујорк: , 1963.
- Велика зелена књига (The Big Green Book). Њујорк: Crowell Collier, 1962; Хармондсворт: Penguin, 1978. Илустрације Морис Сендака
- Хебрејски митови. Књига постања (Hebrew Myths. The Book of Genesis) (са Рафаелом Патаијем). Њујорк: , 1964; Лондон: , 1964.
- Опсервација Мајорке (Majorca Observed). Лондон: , 1965; Њујорк: , 1965.
- Мамон и црна богиња. Лондон: , 1965; Њујорк: , 1965.
- Два мудра детета (Two Wise Children). Њујорк: Harlin Quist, 1966; Лондон: , 1967.
- Поетска вештина и принципи (Poetic Craft and Principle). Лондон: , 1967.
- Сироти дечак који је следио своју звезду (The Poor Boy Who Followed His Star). Лондон: , 1968; Њујорк: , 1969.
- Грчки митови и легенде (Greek Myths and Legends). Лондон: Cassell, 1968.
- Торба од ждрала (The Crane Bag). Лондон: Cassell, 1969.
- О поезији: Сабрани разговори и есеји (On Poetry: Collected Talks and Essays). Њујорк: , 1969.
- Тешка питања, лаки одговори (Difficult Questions, Easy Answers). Лондон: , 1972; Њујорк: , 1973.
- У сломљеним одразима: Одабрана писма 1914-1946 (In Broken Images: Selected Letters 1914-1946). едиција Пола О’Преја. Лондон: Hutchinson, 1982
- Између Месеца и Месеца: Одабрана писма 1946-1972 (Between Moon and Moon: Selected Letters 1946-1972). едиција Пола О’Преја. Лондон: Hutchinson, 1984
- Сабрани записи о поезији (Collected Writings on Poetry). едиција Пола О’Преја, Манчестер: , 1995.
- Нека размишљања о књижевности, историји и религији (Some Speculations on Literature, History, and Religion). едиција Патрика Квина, Манчестер: , 2000.